# Zweibach (Naturschutzgebiet)
Das Naturschutzgebiet Zweibach liegt im Erzgebirgskreis in Sachsen nordwestlich der Häusergruppe Zweibach, die zur Gemeinde Breitenbrunn/Erzgeb. gehört. Am südlichen Rand des Gebietes verläuft die S 271, unweit südlich fließt das Pöhlwasser und verläuft die Staatsgrenze zu Tschechien.

## Bedeutung
Das 106,76 ha große Gebiet mit der NSG-Nr. C 30 wurde im Jahr 1961 unter Naturschutz gestellt.